# P.W. Janssenhofje

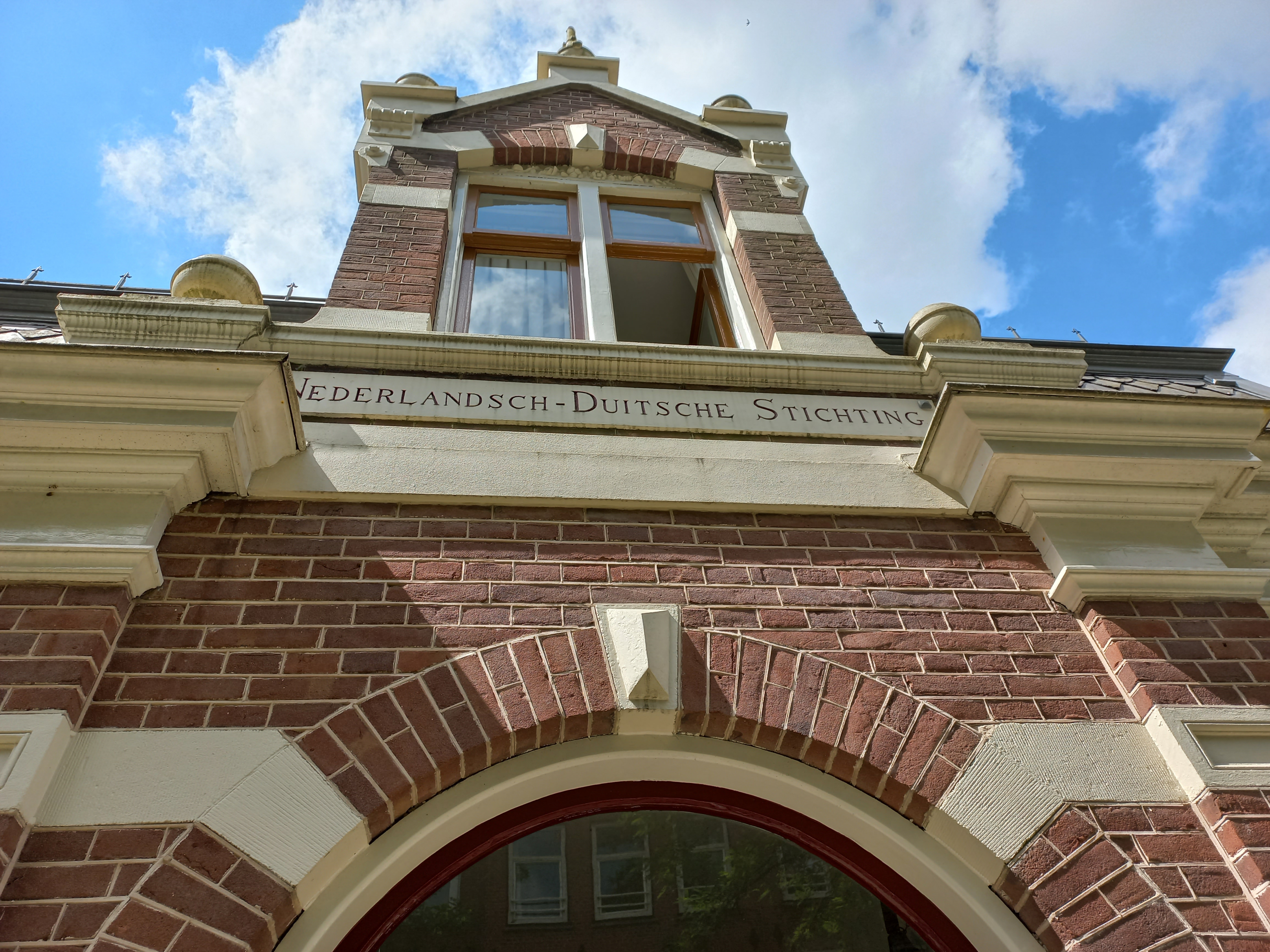
Officiële naam (juni 2024)

Het P.W. Janssenhofje is een hofje aan de Da Costastraat in Amsterdam Oud-West.

## Geschiedenis

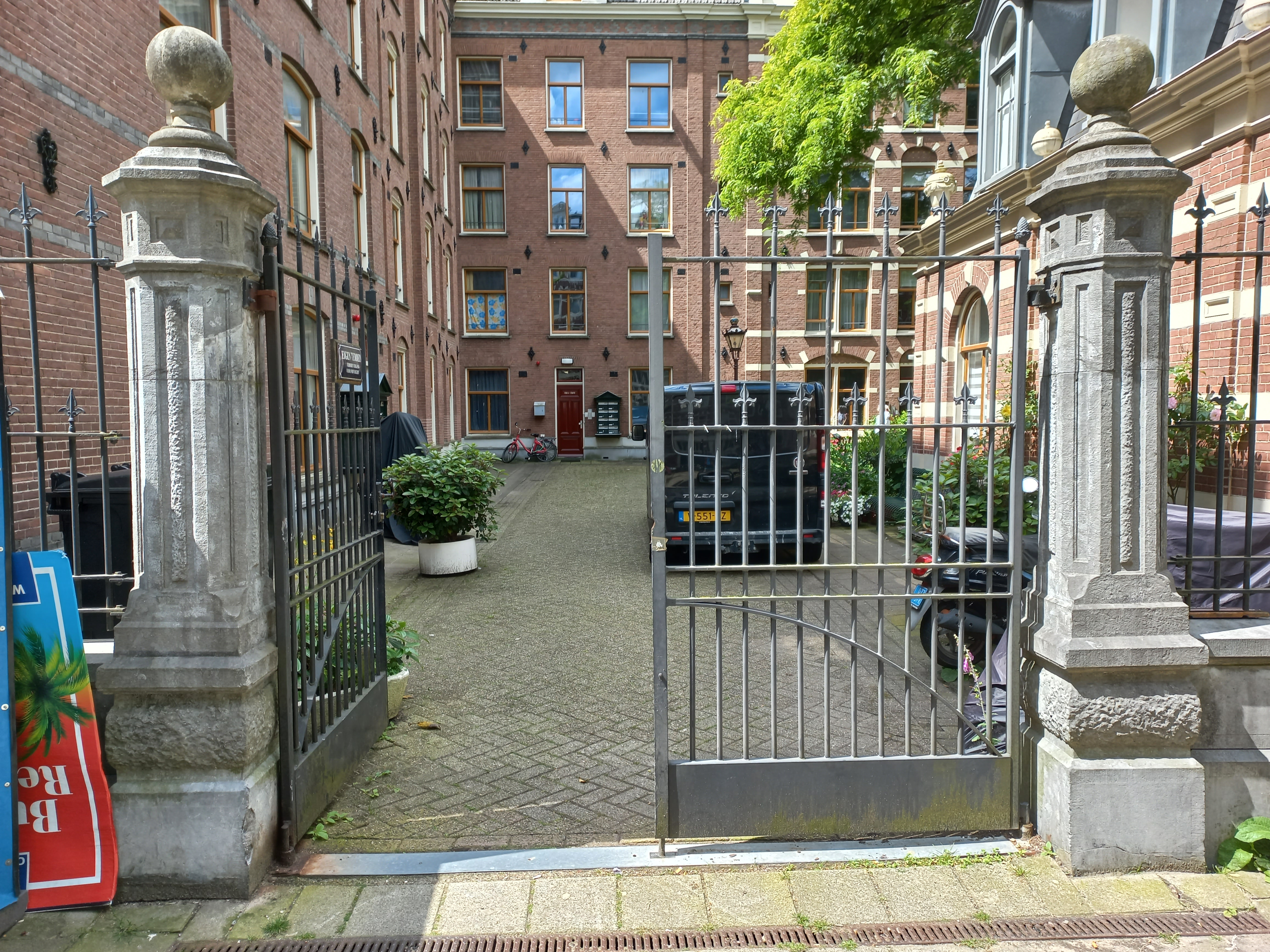
Ingang (juni 2024)

Het hofje kwam tot stand toen Gemeente Amsterdam de Singelgracht overstak in de zoveelste stadsuitbreiding. In de laatste helft van de 19e eeuw werd hier de 600 meter lange Da Costastraat volgebouwd. Gebouwen zijn opgetrokken in de architectuur van eind 19e eeuw met een hele ris aan voor die tijd gangbare portiekwoningen. Tussen Da Costastraat 36 en 60 staat echter een reeks afwijkende gebouwen, het P.W. Janssenhofje. Dat is vernoemd naar initiatiefnemer en filantroop Peter Wilhelm Janssen, die zijn geld verdiende in de tabaksteelt. Rondom een opzichterswoning annex gemeenschappelijke ruimte liet de Nederlandsch-Duitsche Stichting (Liefdadigheid naar vermogen) in een U-vorm een huizenreeks bouwen. Aanvang van de bouw was op 29 september 1894; nog geen maand nadat het de grond had gekocht. Het ontwerp kwam van Willem Hamer jr., die ook in het bestuur van de stichting zat. Hamer kwam met een gebouw in de eclectische stijl met een nadruk op de stroming neorenaissance. Bouwkundige C.H. Heldering begeleidde de bouw; hij had een grote hand in de woningbouw hier. 
Het werd in oktober 1895 opgeleverd waarna het eerste gezin in november van dat jaar een van 56 woningen kon betrekken. Zij behoorde toe aan de zestien betalende huurders verspreid over vier woonhuizen (aan de straat), die het geld moesten bijeenbrengen, waardoor 56 zeer arme gezinnen in de andere tien andere gebouwen (aan het hofje) geen huur hoefden te betalen. Burgemeester Sjoerd Vening Meinesz kwam het samen met onder meer de consul-generaal van Duitsland in oktober openen.

## P.W. Janssenhofje
De naam P.W. Janssenhofje werd eigenlijk pas gebruikt vanaf 1986. In 1978 had een verbouwing plaatsgevonden naar bejaardenwoningen rondom een centrale post, daarbij waren enkele originele onderdelen gesneuveld. In 1991 kwam het in handen van de Algemene Woningbouw Vereniging, die weer opging in Stadgenoot. Die liet het in 2009 ook weer liet verbouwen, dit maal door Hooyschuur Architecten. Zij hadden elders in de stad ook hofjes gerestaureerd, maar kwamen er achter dat dit complex voor wat grootte en architectuur sterk afweek van de kleinere hofjes in de binnenstad; delen werden teruggerestaureerd.